# Ta’ana
Ta’ana (arab. طعانة) – miejscowość w Syrii, w muhafazie Aleppo. W 2004 roku liczyła 1062 mieszkańców.